# المغامرون
المغامرون (بالإنجليزية: Once Upon a Time. . . The Explorers، الترجمة : كان يا ما كان . . . المستكشفون) هو مسلسل رسوم متحركة فرنسي من عام 1997. كان من إخراج ألبرت باريلي. إنه جزء من سلسلة كان يا ما كان، تمت دبلجة المسلسلة إلى العربية من قبل مركز الزهرة وعُرض على قناة سبيستون عام 2000 تحت اسم المغامرون.

## الحلقات
1. الملاحون الأوائل
2. الإسكندر الأكبر
3. إريك الأحمر واكتشاف أمريكا
4. جنكيز خان
5. ابن بطوطة (على خطى ماركو بولو)
6. القمامة الكبيرة
7. فاسكو دا جاما
8. سيارات الأجرة والنظام البريدي الأول
9. الأخوان بينزون (الجانب الخفي لكريستوفر كولومبوس )
10. أميريجو فسبوتشي
11. فرديناند ماجلان وديل كانو
12. كابيزا دي فاكا
13. فيتوس بيرينغ
14. لويس أنطوان دي بوغانفيل والباسيفيك
15. بروس والنيل
16. تشارلز ماري دي لا كوندامين
17. جيمس كوك
18. الكسندر فون همبولت
19. لويس وكلارك إكسبيديشن
20. ستيوارت وبورك وأستراليا
21. ستانلي وليفينجستون
22. رولد أموندسن ، روبرت فالكون سكوت والقطب الجنوبي
23. الكسندرا ديفيد نيل في التبت
24. بيكارد من قمم الجبال إلى أعماق البحر
25. حتى القمم
26. حتى النجوم

## روابط خارجية
- الموقع الرسمي لمنتج المسلسل Procidis
- المغامرون  في قاعدة بيانات الأفلام على الإنترنت (بالإنجليزية)
- مرحبًا Mastero على YouTube